# Homs
Homs (arabsko حمص, Ḥimṣ; levantinsko arabsko حُمْص, Ḥumṣ)‎ je tretje največje mesto v Siriji, po Damasku in Alepu.
V rimski dobi mesto je nosilo ime Hemisa.